# Jack Archer
Jack Archer est un acteur irlando-britannique. Il est surtout connu pour avoir incarné Jamie Marshbrook dans The Bay, Michael Leeks dans Call The Midwife  et Provence dans Marie Antoinette, créée par Deborah Davis de La Favorite,.

## Éducation
Archer fréquente le Royal Welsh College of Music and Drama, où il suit une formation d'acteur.

## Carrière
Archer fait ses débuts dans la production théâtrale Nivelli's War au Lyric Theatre de Belfast, qui est transférée au New Victory Theatre de New York,. Il est nom 'Meilleur acteur' par les Stage Debut Awards pour sa performance dans le rôle principal, Ernst,. Archer joue ensuite Hamilton dans la reprise de Quaint Honour par le Finborough Theatre, montée une fois en 1958, où il reçoit également une nomination aux Off West End Theatre Awards pour la 'Meilleure performance masculine dans une pièce',. En 2020, il rejoint la distribution principale de Monogamy de Torben Betts qui fait une tournée au Royaume-Uni et se poursuit au Park Theatre à Londres. Archer joue également dans plusieurs autres productions à Londres, notamment Confessional au Southwark Playhouse, Blue au  Gate Theatre et When The Sea Swallows Us Whole au Vault Festival,,.
Archer fait ses débuts à l'écran dans le rôle de Jamie Marshbrook dans la deuxième série de The Bay sur ITV. Il apparait ensuite dans le rôle de Michael Leeks dans la dixième série de Call the Midwife dans une histoire suivant une thérapie de conversion en Grande-Bretagne dans les années 1960. En 2022, Archer joue dans une adaptation télévisée de la vie de Marie-Antoinette écrite par Deborah Davis. La série en 8 parties est en partie tournée à Versailles, produite par Canal+ et Banijay, et diffusée sur la BBC, PBS et Disney+. Il interprète le rôle du comte Louis-Stanislas-Xavier de Provence, qui deviendra Louis XVIII de France après la Révolution française.

## Filmographie
| Année | Titre                          | Rôle              | Directeur                          | Plate-forme       |
| ----- | ------------------------------ | ----------------- | ---------------------------------- | ----------------- |
| 2021  | The Bay : Enquêtes à Morecambe | Jamie Marshbrook  | Robert Quinn, Julia Ford           | ITV               |
| 2021  | Call the Midwife               | Michael Poireau   | Noreen Kershaw                     | BBC, PBS          |
| 2022  | Marie-Antoinette               | Provence          | Pete Travis, Geoffrey Enthoven     | BBC, PBS, Disney+ |
| 2024  | Franklin                       | Thomas Grenville  | Tim Van Patten                     | Apple TV+         |
| 2025  | Marie-Antoinette Saison 2      | Provence          | Ed Bazalgette et Raf Reyntjens     | BBC, PBS, Disney+ |
| 2025  | Virdee                         | Alastair Boardman | Mark Tonderai, Milad Alami, Mo Ali | BBC               |
| 2025  | Lynley                         | Frazer            | Ed Bazalgette                      | BBC               |